# أرجوحة دوارة

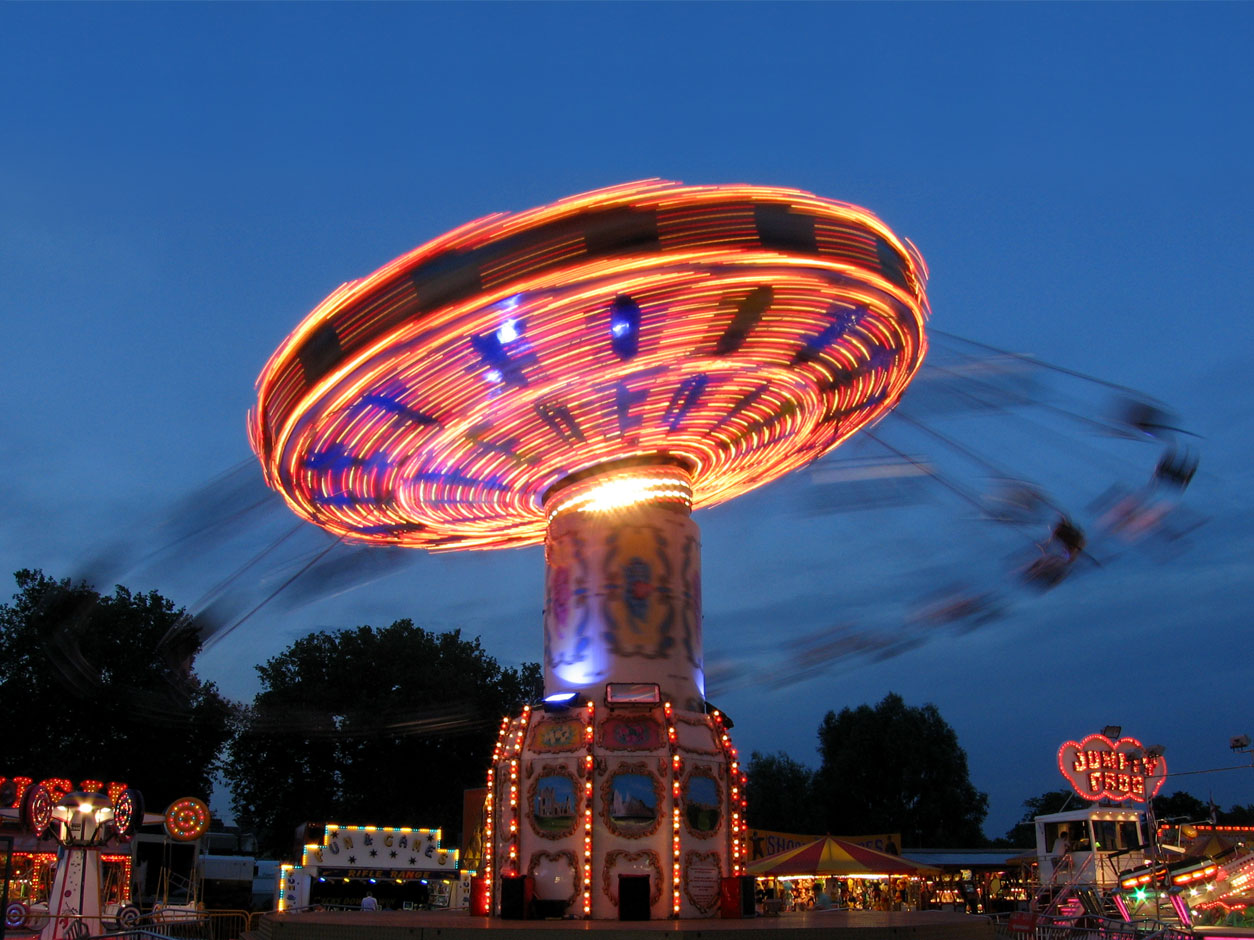
أرجوحة دوارة.

الأرجوحة الدوارة هي إحدى ألعاب الملاهي في المدن الترفيهية، هي عبارة عن قاعدة تحمل مراجيح وتدور بها بشكلٍ دائري أفقي، أحياناً تستخدم بعض المراجيح الدوارة أسلوب الموج أثناء دورانها، تُعتبر من أشهر الألعاب في مُدن الملاهي، وتعود نشأتها إلى عام 1908 حيث وُضعت أول أرجوحة دوارة في إدونا بارك في أوكلاند في كاليفورنيا. في عام 2013 افتتحت السويد أطول أرجوحة دوارة في العالم، واسم الأرجوحة «إكليبس» التي يبلغ طولها 400 قدم وتدور براكبها حول نفسها بسرعة 64 كم/ساعة وهو متدلٍ من سلسلة طولها 8 أقدام.